# Anseba
Il fiume Anseba (tigrino: ኣንሰባ) è un fiume dell'Eritrea, affluente del Barca, avente una lunghezza di 346 km. Nasce nell'altopiano eritreo vicino ad Asmara e scorre in direzione nord-ovest attraversando Keren. Si unisce al fiume Barca vicino al confine con il Sudan.
Il fiume dà anche il nome alla provincia in cui scorre (Anseba).